# Obeidia tigrata
Obeidia tigrata là một loài bướm đêm trong họ Geometridae.